# Protaetia squamipennis
Protaetia squamipennis är en skalbaggsart som beskrevs av Hermann Burmeister 1842. Protaetia squamipennis ingår i släktet Protaetia och familjen Cetoniidae. Inga underarter finns listade i Catalogue of Life.